# Zona metropolitana de Monterrey
La Zona Metropolitana de Monterrey (popularmente conocida como Monterrey, abreviado como ZMMTY o simplemente MTY) es la 2.º  área metropolitana más poblada en México, con 5,322,117 habitantes. A su vez, es la segunda de mayor extensión territorial del país, con 7,440 km².
Está conformada por la ciudad mexicana de Monterrey, su municipio homónimo y 15 municipios más del estado de Nuevo León.

## Municipios que conforman el área metropolitana
El área metropolitana está integrada por dieciséis municipios, listados junto con su ubicación geográfica y su población según los datos del censo 2020. La región perifperica forma un anillo que envuelve al área metropolitana y que debido al alto crecimiento de la mancha urbana de Monterrey, ha tenido un crecimiento de 25 ha por semana del año 2000 al 2006. Es decir, del año 2000 a la fecha la mancha urbana ha aumentado 8.847 ha, lo que representa aproximadamente la superficie total de San Nicolás de los Garza. Tres de estos municipios (Cadereyta Jiménez, Salinas Victoria y Santiago) se integraron en 2010 en la Zona Metropolitana de Monterrey. 
| Código INEGI | Municipio                | Población (2020) | Superficie (km²) | IDH (2015) | Tipo       |
| ------------ | ------------------------ | ---------------- | ---------------- | ---------- | ---------- |
| 19006        | Apodaca                  | 656 464          | 224.0            | 0.895      | Conurbado  |
| 19009        | Cadereyta Jiménez        | 122 337          | 1140.9           | 0.884      | Periférico |
| 19010        | El Carmen                | 104 478          | 104.3            | 0.751      | Periférico |
| 19012        | Ciénega de Flores        | 68 747           | 138.7            |            | Periférico |
| 19018        | García                   | 397 205          | 1032.0           | 0.848      | Periférico |
| 19019        | San Pedro Garza García   | 132 169          | 70.8             | 0.968      | Conurbado  |
| 19021        | General Escobedo         | 481 213          | 149.4            | 0.864      | Conurbado  |
| 19025        | General Zuazua           | 102 149          | 184.5            |            | Periférico |
| 19026        | Guadalupe                | 643 143          | 118.4            | 0.897      | Conurbado  |
| 19031        | Juárez                   | 471 523          | 247.3            | 0.788      | Conurbado  |
| 19039        | Monterrey                | 1 069 238        | 324.4            | 0.903      | Conurbado  |
| 19041        | Pesquería                | 147 624          | 322.8            |            | Periférico |
| 19045        | Salinas Victoria         | 86 766           | 1667.4           | 0.827      | Periférico |
| 19046        | San Nicolás de los Garza | 412 199          | 60.2             | 0.916      | Conurbado  |
| 19048        | Santa Catarina           | 306 322          | 915.8            | 0.866      | Conurbado  |
| 19049        | Santiago                 | 46 784           | 739.2            | 0.902      | Conurbado  |
|              | Total                    | 5 322 117        | 7 440.40         | 0.870      | Conurbado  |

## Instituciones que operan en la Zona Metropolitana de Monterrey
- Fomerrey - Fomento Metropolitano de Monterrey
- Metrorrey - Metro de Monterrey
- SIMA - Sistema Integral de Monitoreo Ambiental
- SINTRAM - Sistema Integral de Transporte Metropolitano
- Servicios de Agua y Drenaje de Monterrey (SADM) - Sitio Oficial

## Economía
De la población de la Zona Metropolitana de Monterrey hay ocupados 1 314 638 habitantes y la producción total se estima en 1 254 493 911 miles de pesos. El sector de los servicios cuenta con el mayor número de personal ocupado con 41.5% del total. La manufactura queda en segundo lugar en porcentaje del total de ocupados con 26.0%. En producción bruta total se invierten los lugares: 54.7% de la producción es manufactura y 29.9% es servicios.

## Sectores
Sectores por municipio:
- Centro (Monterrey)
- Contry
- Tecnológico
- La Alianza
- Fundidora
- Brisas
- Las Torres
- Satélite
- Valle Alto
- San Ángel
- Carretera Nacional
- Cumbres
- San Jerónimo
- Obispado
- Mitras
- Céntrika
- Lincoln
- Solidaridad
- San Bernabé
- Topo Chico
- Valle Verde
- Mirasol
- Independencia
- Unidad Modelo

- Centro (Guadalupe)
- Contry
- Linda Vista
- La Pastora
- Valle Soleado
- Las Quintas
- San Miguel
- Santa Cruz
- San Rafael
- Santa María
- Azteca
- Tierra Propia
- Tres Caminos
- La Joya
- Rancho Viejo
- CGR

Apodaca
- Centro (Apodaca)
- Huinalá
- Aeropuerto
- Mezquital
- Santa Rosa
- Fresnos
- Metroplex
- Agua Fría
- San Miguel
- San Javier
- Misión San Pablo
- Villa de San Carlos
- Pueblo Nuevo
- Lomas del Pedregal
- Pinos
- Ébanos
- Las Palmas

- Centro (San Nicolás de los Garza)
- Anáhuac
- Chapultepec
- Cuauhtémoc
- Villa Universidad
- Casa Blanca
- La Fe
- La Talaverna
- Los Ángeles
- Las Puentes
- Santo Domingo
- Lagrange
- Los Morales
- Industrias del Vidrio
- Constituyentes de Querétaro
- Nogalar

- Centro (Escobedo)
- Nexxus
- Sendero
- Anáhuac
- Exhacienda el Canadá
- Monterreal
- Miravista
- Mirasur
- Santa Martha
- Pedregal del Topo Chico
- Raúl Sálinas
- Acueducto
- Escobedo Norte
- Poniente
- Pedreras

- Centro (Santa Catarina)
- La Fama
- Valle Poniente
- La Puerta
- Colosio
- Cuauhtémoc
- San Gilberto
- López Mateos
- Lomas del Poniente
- Sombrillas
- Rincón Palmas
- La Huasteca
- Trabajadores
- Cananeas
- San Humberto

- San Juan
- Nueva Cadereyta
- Valle del Roble
- Refinería

- Centro (Juárez)
- San Roque
- Acueducto
- San Mateo
- Monte Cristal
- Santa Mónica
- Santa Isabel
- San Francisco
- Mirador de San Antonio
- Anzures
- Los Puertos
- Arcadia
- Ciudadela
- Paseo de las Lomas

- Centro (García)
- Samsara (Bellini)
- Las Lomas
- Grutas
- Mitras Poniente
- Icamole
- Valle de Lincoln
- Dominio Cumbres

- Centro (San Pedro Garza García)
- Valle Oriente
- Del Valle
- San Agustín
- Callejones
- Chipinque
- Tampiquito
- El Obispo
- Olinalá
- Bosques de San Ángel
- Seminario

- Centro (Santiago)
- Los Cavazos/La Boca
- Cola de caballo
- El Cercado
- Los Rodríguez
- El Barrial